# Фелтре
Фелтре је насеље у Италији у округу Белуно, региону Венето.
Према процени из 2011. у насељу је живело 13643 становника. Насеље се налази на надморској висини од 275 м.

## Становништво
Према резултатима пописа становништва 2011. у општини је живело 20.525 становника.
| 1951.  | 1961.  | 1971.  | 1981.  | 1991.  | 2001.  | 2011.  |
| ------ | ------ | ------ | ------ | ------ | ------ | ------ |
| 20.783 | 22.047 | 21.687 | 21.003 | 19.785 | 19.240 | 20.525 |

## Партнерски градови
- Бањол сир Сез
- Браунфелс
- Eeklo
- Кишкунфелеђхаза
- Диделанж
- Колонија дел Сакраменто
- Каркахенте
- Њубери